# Осове (зупинний пункт)
Осове (біл. Восава) — зупинний пункт Могильовського відділення Білоруської залізниці в Осиповицькому районі Могильовської області. Розташований в селі Дубравка; на лінії Верейці — Гродзянка, поміж станцією Лапичі і зупинним пунктом Гомонівка.